# Sintoria cyanea
Sintoria cyanea är en tvåvingeart som beskrevs av Wilcox 1972. Sintoria cyanea ingår i släktet Sintoria och familjen rovflugor. Inga underarter finns listade i Catalogue of Life.